# Copelatus caffer
Copelatus caffer es una especie de escarabajo buceador del género Copelatus, de la subfamilia Copelatinae, en la familia Dytiscidae. Fue descrito por J. Balfour-Browne en 1939.